# Ліно Фасіоль
Ліно Фасіоль (порт. Lino Facioli; нар. 29 липня 2000, Рібейран-Прету, Сан-Паулу, Бразилія) — бразильський актор, відомий виконанням ролі Робіна Аррена в серіалі «Гра престолів».

## Біографія
Ліно Фасіоль народився в Бразилії в родині графіка, аніматора Како Фасіоль та архітекторки, дизайнерки ювелірних виробів Клаудії Шмідек. У чотирирічному віці хлопчик з батьками переїжджає до Лондона. У сім років Ліно сказав, що хоче стати актором. Мама підтримала сина в його бажані, він був зарахований до драматичної школи. Навчаючись, Фасіоль отримав власного агента.

## Кар'єра
Першу роль отримав у чорній комедії «Зірковий ескорт». У стрічці він зіграв сина Джеккі (Роуз Бірн) та Алдуса (Рассел Бренд). У тому ж році з'явився в «Шоу Армстронга та Міллера» та короткометражному фільму «Жахливо глибоко». З 2011 по 2016 виконував роль Робіна Аррена в серіалі «Гра престолів».
У короткометражному фільмі «Хлопчик з шоколадними пальцями» про дитину з батончиками на руках юний актор зіграв лікаря. У 2014 Ліно виконав головну роль в бразильській пригодницькій драмі «Хлопчик у дзеркалі».

## Фільмографія
| Рік       |    | Українська назва               | Оригінальна назва              | Роль                            |
| --------- | -- | ------------------------------ | ------------------------------ | ------------------------------- |
| 2010      | ф  | Зірковий ескорт                | Get Him to the Greek           | Нейплз                          |
| 2010      | с  | Шоу Армстронга та Міллера      | The Armstrong & Miller Show    | Маркус/Майкл (Епізод #3.1)      |
| 2010      | кф | Жахливо глибоко                | Awfully Deep                   | Ліно                            |
| 2011      | кф | Останні десять                 | The Last Ten                   | свідок                          |
| 2011      | кф | Хлопчик з шоколадними пальцями | The Boy with Chocolate Fingers | лікар                           |
| 2011—2019 | с  | Гра престолів                  | Game of Thrones                | Робін Аррен (9 епізодів)        |
| 2012      | ф  | Зламані                        | Broken                         | Стівен                          |
| 2014      | ф  | Хлопчик у дзеркалі             | O Menino no Espelho            | Фернандо / Однанреф             |
| 2020—2021 | с  | Сексуальна освіта              | Sex Education                  | Декс Томпсон (6 епізодів)       |
| 2024      | с  | Володарі повітря               | Masters of the Air             | лейт. Адамс (Епізод "Part One") |